# Saviore dell'Adamello
Saviore dell'Adamello é uma comuna italiana da região da Lombardia, província de Bréscia, com cerca de 1.159 habitantes. Estende-se por uma área de 82 km², tendo uma densidade populacional de 14 hab/km². Faz fronteira com Cevo, Daone (TN), Edolo, Ponte di Legno, Sonico, Spiazzo (TN).

## Demografia
| Variação demográfica do município entre 1861 e 2011                               |
|                                                                                   |
| Fonte: Istituto Nazionale di Statistica (ISTAT) - Elaboração gráfica da Wikipedia |